# جوده اوگادا
جوده اوگادا (انگلیسی: Jude Ogada؛ زادهٔ ۱۵ دسامبر ۱۹۸۹) بازیکن فوتبال اهل نیجریه است.